# Andrea Cavaletto
Andrea Cavaletto (Castellamonte, Turín, Italia, 23 de julio de 1976) es un guionista de cómics y de cine, escritor y diseñador gráfico italiano.

## Biografía
Se graduó en el "Istituto Europeo del Design" de Turín. A partir de 1998, trabaja como creativo con varias editoriales como Madden Comics o Nicola Pesce, que editó su primer trabajo como autor completo, titulado "Né luce, né vento, né ombra, nulla...", posteriormente transformado en un cortometraje dirigido por Roberto Lojacono y guionizado por el mismo Cavaletto (The projectionist).
En 2009 escribió otras obras como Sangue di tenebra (editado por Cagliostro E-Press), Pornofagia (Absoluteblack) y la historieta Dibbuk (Edizioni BD), que fue presentada al Comicon de Nápoles de 2010. Ese mismo año, empezó su colaboración con la editorial Bonelli en calidad de guionista de Dylan Dog, Martin Mystère y Tex. Para la editorial Edizioni Inkiostro realizó Paranoid Boyd.
En 2011 escribió el guion de Il giocatore di scacchi di Maelzel, episodio de la película P.O.E. Poetry of Eerie, dedicada a Edgar Allan Poe. En 2014, publicó el relato "Primi riti" en la antología Oltre la paura y, el año siguiente, "La casa di Mezzanotte", en el libro Incubi rurali, junto a Enrico Teodorani; ambos libros fueron editados por EF Libri.
También ha sido guionista de cine para varios largometrajes, como la película de terror En las afueras de la ciudad, del director chileno Patricio Valladares, que ganó el premio como mejor film en la categoría "Asti Horror Picture Show" del Asti Film Festival 2012, o la coproducción italo-anglo-estadounidense A Taste of Phobia.